# Lovec Herne

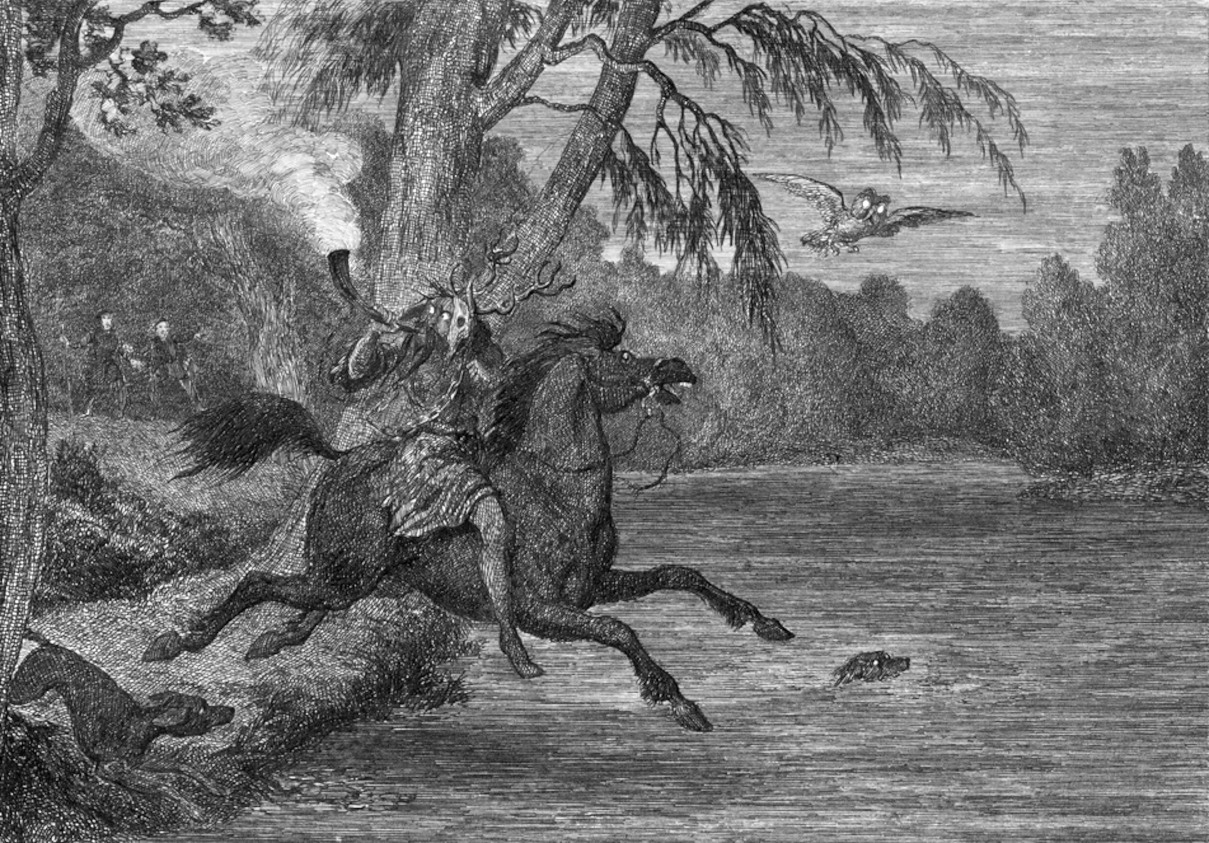
Lovec Herne na ilustraci George Cruikshanka, přibližně 1840

Lovec Herne je postava z anglického folklóru, přízračný lovec z Windsorského lesa. Může se jednat o ochránce lesa nebo místní formu vůdce Divoké honby. Stejně jako mnozí jiní vůdci Honby se o Hernovi vypráví, že byl kdysi člověkem, který miloval lov a po svém unáhleném slibu či smlouvě s cizincem – ve skutečnosti ďáblem, musí lovit navždy. Obléká si helmu s rohy, chřestí řetězy, střílí po stromech a dobytku a občas se zjevuje lidem. Nejstarší zmínka o něm pochází z komedie Veselé paničky windsorské Williama Shakespeara z roku 1597. Herne's Oak, oblíbené místo jeho zjevení, byl odhadem sedm set let starý dub, který byl 1863 vyvrácen větrem a nahrazen mladým dubem vysazeným královnou Viktorií.
Novopohané často ztotožňují Herneho s wiccanským Rohatým bohem a dalšími podobnými božstvy jako Pan či Cernunnos.